# Жан-Марі Руар
Жан-Марі Руар (фр. Jean-Marie Rouart; нар. 8 квітня 1943, Неї-сюр-Сен) — французький прозаїк, есеїст і журналіст, член Французької академії з 1997 року.

## Біографія
Жан-Марі Руар — виходець з відомої родини, правнук художників Анрі Руара та Анрі Льороля. У 1967 році розпочав журналістську кар'єру в Magazine littéraire, потім у Le Figaro як політичний оглядач, а також у Quotidien de Paris, де керував літературним відділом, а з 1986 року — у Figaro littéraire.
У 1974 році опублікував свій перший роман La Fuite en Pologne («Втеча до Польщі»). За ним з'явився роман Les Feux du pouvoir («Вогні влади»), відзначений премією Інтеральє у 1977 році, та Avant-guerre («Передвоєння», премія Ренодо в 1983 році). Протягом наступних десяти років опублікував ще шість романів: Le Cavalier blessé («Поранений лицар», 1987 рік), La Femme de proie («Жінка-жертва», 1989 рік), Le Voleur de jeunesse («Викрадач юності», 1990 рік), Le Goût du malheur («Смак нещастя», 1993 рік) та L'Invention de l'amour («Винахід кохання», 1997 рік). Також є автором кількох есе: Ils ont choisi la nuit («Вони обрали ніч», премія за есе Французької академії у 1985 році), Omar, la construction d'un coupable (« Омар, створення винного», 1994 рік) та La Noblesse des vaincus («Благородство переможених», 1998). У 2012 році у видавництві «Галлімар» з'явилася його книга Napoléon ou la destinée («Наполеон, або доля»), у 2014 році у тому ж видавництві опублікований його автобіографічний роман Ne pars pas avant moi («Не йди раніше за мене»).
18 грудня 1997 року Руар був обраний до Французької академії на місце, що залишалося вакантним після смерті Жоржа Дюбі.
У 2017 році опублікував нові есе: Une jeunesse perdue («Втрачена молодість») та Le Psychodrame français («Французька психодрама»), в яких показав зв'язок між історією та політикою, що лежить в основі національного французького роману.

### Романи та есе
- La Fuite en Pologne, Grasset, (1974) — Prix Roberge[fr] de l'Académie française en 1975
- La Blessure de Georges Aslo, Grasset, (1975)
- Les Feux du pouvoir[fr] Grasset — Prix Interallié, (1977)
- Le Mythomane, Grasset, (1980)
- Avant-Guerre[fr] , Grasset — Prix Renaudot, (1983)
- Ils ont choisi la nuit, Grasset — Prix de l'essai[fr] de l'Académie française, (1985)
- Le Cavalier blessé, Grasset, (1987)
- La Femme de proie, Grasset, (1989)
- Le Voleur de jeunesse, Grasset, (1990)
- Le Goût du malheur, Gallimard, (1993)
- Omar, la construction d'un coupable, Le Fallois, (1994)
- Morny, un voluptueux au pouvoir, Gallimard, (1995)
- L'Invention de l'amour, Grasset, (1997)
- La Noblesse des vaincus, Grasset, (1998)
- Bernis, le cardinal des plaisirs, Gallimard — Prix du nouveau cercle de l'union, (1998)
- Une jeunesse à l'ombre de la lumière, Gallimard, (2000)
- Discours de réception à l'Académie française, Grasset, (2000)
- Une famille dans l'impressionnisme, Gallimard, (2001)
- Nous ne savons pas aimer, Gallimard, (2002)
- Adieu à la France qui s'en va, Grasset — Prix François-Mauriac de la région Aquitaine[fr] , (2003)
- Libertin et Chrétien, Desclée de Brouwer, (2004)
- Mes fauves, Grasset, (2005)
- Le Scandale, Gallimard, (2006)
- Devoir d'insolence, Grasset, (2008)
- Cette opposition qui s'appelle la vie, Grasset, (2009)
- La Guerre amoureuse, Gallimard, (2011)
- Napoléon ou la Destinée, Gallimard — Prix du Guesclin[fr] et prix Combourg[fr] , (2012)
- Ne pars pas avant moi, Gallimard, (2014)
- Ces amis qui enchantent la vie, Robert Laffont, (2015)
- Une jeunesse perdue, Gallimard, (2017)
- Le Psychodrame français, éd. Robert Laffont, (2017)
- La vérité sur la comtesse Berdaiev, éd. Gallimard., (2018)
- Dictionnaire amoureux de Jean d'Ormesson, Plon., (2019)
- Ils voyagèrent vers des pays perdus, Albin Michel, (2021).
- Ce pays des hommes sans Dieu, Bouquins, (2021).

### Інше
- La Famille Rouart. Au cœur de l'Impressionnisme , catalogue de l'exposition sous la direction de Solange Thierry, édité par le musée de la vie romantique, Paris, 2004.